# Andreï Volguine
Andreï Volguine, né le 22 décembre 1981 à Moscou (Union soviétique), est un réalisateur, monteur, chef décorateur, chef opérateur et producteur russe.

## Biographie
Il a étudié au département de réalisation cinématographique et télévisuelle de l'université Natalia Nesterova. En 1998, il commence à travailler dans la publicité et participe à la production de plus de 50 vidéos et clips. Il a réalisé une dizaine de longs métrages et de séries télévisées.

## Filmographie

### Réalisateur
- 2008 : Ce soir là, les anges pleuraient (ru) (Этим вечером ангелы плакали)
- 2016 : The Arena (ru) (Танцы насмерть)
- 2017 : Seriojka (Сережка) (court métrage de 15')
- 2019 : Frontière balkanique (Балканский рубеж)[2],[3],[4],[5],[6],[7],[8]
- 2022 : Amour-carotte : le Soulèvement des machines (ru) (Любовь-морковь: Восстание машин)
- 2025 : La Soie rouge (Красный шелк)

### Chef décorateur
- 2000 : Il était une fois Jésus (Чудотворец) de Stanislav Sokolov (TV)

### Producteur
- 2017 : Seriojka (Сережка) (court métrage de 15')
- 2023 : Tchebourachka : Histoire d'un miracle du Nouvel An (Чебурашка. История новогоднего чуда) de Dariya Sagueïeva (documentaire de 60')